# Нилгири (округ)
Нилгири (англ. Nilgiris; там. நீலகிரி மாவட்டம் Nīlakiri [ˈniːləɡiɾi]) — округ в индийском штате Тамилнад. Административный центр — город Удхагамандалам. Площадь округа — 2549 км². По данным всеиндийской переписи 2001 года население округа составляло 762 141 человек. Уровень грамотности взрослого населения составлял 80 %, что выше среднеиндийского уровня (59,5 %). Доля городского населения составляла 59,6 %.